# Rapier
El Rapier es un misil superficie-aire fabricado en el Reino Unido.

## Desarrollo
Fue desarrollado por la British Aircraft Corporation en los años setenta para la dotación de las fuerzas británicas y los ejércitos de la OTAN. Entró en servicio en el ejército en 1971 y en la fuerza aérea en 1974.
A partir de 1977 fue producido por BAE Dynamics y, desde 1999, por MBDA.

## Usuarios
- Reino Unido
  - Ejército Británico. Royal Artillery. Retirado en 2022.[2]
  - Royal Air Force.

## Historia de servicio
Durante la guerra de las Malvinas, la RAF desplegó el regimiento n.º 63 equipado con misiles Rapier. El 21 de mayo de 1982, en el estrecho de San Carlos, un misil Rapier derribó un avión Douglas A-4C Skyhawk del Grupo 4 de Caza de la FAA (su aviador se eyectó y fue rescatado). El 29 de mayo otro misil derribó un avión Mirage V del Grupo 6, matando a su piloto, teniente Bernhardt.
Su vida operativa posterior al conflicto incluye despliegues en las islas Malvinas. En 2019 el 16th Artillery Regiment del Ejército Británico realizó uno de los últimos despliegues con Rapier en el archipiélago; y en 2021 se efectuaron lanzamientos desde las islas, lo que valió el rechazo de parte del gobierno argentino, que se manifestó por medio del Ministerio de Relaciones Exteriores. Al año siguiente, el ejército británico reemplazó al misil Rapier por el sistema Sky Sabre, que comenzó a desplegar en las islas.